# Drillia audax
Drillia audax é uma espécie de gastrópode do gênero Drillia, pertencente a família Drilliidae.